# Маккензи, Уильям, 5-й граф Сифорт
Уильям Маккензи, 5-й граф Сифорт, так известный как Уиллеам Дуб или Чёрный Уильям (англ. William Mackenzie, 5th Earl of Seaforth; ? — 8 января 1740) — шотландский пэр и глава клана Маккензи (1701—1740). В якобитском пэрстве — 2-й титулярный маркиз Сифорт.
Получив образование во Франции и воспитанный как католик, он был наказан за участие в Восстании якобитов 1715 года, а также присоединился к Восстанию якобитов 1719 года. Он был помилован в 1726 году и ему разрешили вернуться домой, хотя титул графа Сифорта был конфискован. Он умер 8 января 1740 года на острове Льюис и был похоронен в древней церкви Уи.

## Биография
Старший сын Кеннета Маккензи, 4-го графа Сифорта (1661—1701), который обратился в католицизм якобы в обмен на финансовую помощь от Якова II. Его мать Фрэнсис Герберт (1659—1732) была второй дочерью Уильяма Герберта, маркиза Поуиса, одного из пяти католических лордов, ложно обвиненных в заговоре с целью убийства Карла II в рамках Папистского заговора.
Дата и место рождения Уильяма неизвестны. Его отец отправился в изгнание после Славной революции 1688 года и принял участие в якобитской кампании 1690 года в Шотландии, но сдался новому правительству в 1691 году; он провел большую часть следующих десяти лет в тюрьме и вне её и умер в 1701 году, оставив огромные финансовые долги; его вдова отправила Уильяма и дочь во Францию, чтобы они получили образование и воспитывались как католики.

## Карьера
Вскоре после вступления на английский трон Георга I в 1714 году Уильям Маккензи получил приказ заключиться в принадлежавшем ему замке Брахан. Он присутствовал на собрании, созванном Джоном Эрскином, графом Маром, в Бремаре в 1715 году, когда было поднято знамя претендента. Во главе более трех тысяч человек, включая Макдональдов, Россов и других, он отправился в октябре, чтобы присоединиться к графу Мару в Перте. Джон Гордон, граф Сазерленд, попытался преградить ему путь, но, подвергнувшись нападению, отступил в Бонар. Граф Сифорт, собрав большое количество добычи, продолжил свой марш на юг. Он присутствовал в битве при Шерифмюре 13 ноября 1715 года.
После битвы он был назначен генерал-лейтенантом Джеймсом Стюартом и командующим северными графствами и отправился на север, чтобы попытаться вернуть Инвернесс, который был захвачен для правительства Саймоном Фрейзером, лордом Ловатом. Хотя к нему присоединился Александр Гордон, маркиз Хантли, он не смог собрать силы, достаточные, чтобы дать отпор графу Сазерленду, и сдался. Вскоре после этого Сифорт переправился на остров Льюис, где попытался собрать несколько своих последователей; но когда против него был послан отряд правительственных войск, он бежал в Россшир, откуда отплыл во Францию, достигнув Сен-Жермена в феврале 1716 года. 7 мая после этого он был схвачен парламентом, и его поместья были конфискованы.
Граф Сифорт сопровождал Джорджа Кейта, графа Маришаля, в его экспедиции на Западное нагорье в 1719 году. Он был тяжело ранен в битве при Гленшиле 10 июня, но его последователи перенесли его на борт корабля и, сбежав на Западные острова, вернулись в Францию.
Несмотря на его конфискацию, его последователи, несмотря на бдительность правительства, регулярно присылали ему свою ренту во время его ссылки. Однако после принятия закона о разоружении в 1725 году они согласились по его частной рекомендации сдать оружие и в будущем платить арендную плату правительству при условии, что они будут погашены все долги. На это Уэйд не только согласился, но и пообещал использовать свое влияние, чтобы добиться помилования графа Сифорта. Усилия Уэйда от имени Сифорта, хотя и решительно противостояли Джону Кэмпбеллу, 2-му герцогу Аргайлу, увенчались успехом. Патентным письмом от 12 июня 1726 года графа Сифорт был освобожден от уголовных последствий своего преступника, хотя конфискация не была отменена. От Георга II он получил компенсацию задолженности по феодальным пошлинам, причитающимся короне, из своих конфискованных поместий. Сифорту пришлось искать мира с правительством, отчасти из-за недовольства обращением с ним со стороны шевалье. Он извинился перед шевалье за то, что принял условия правительства как временную меру, абсолютно необходимую для защиты его клана, но Старый претендент был глубоко оскорблен тем, что он считал отказом от своего дела. Граф Сифорт скончался 8 января 1740 года на острове Льюис и был похоронен там в часовне Уи.

## Семья

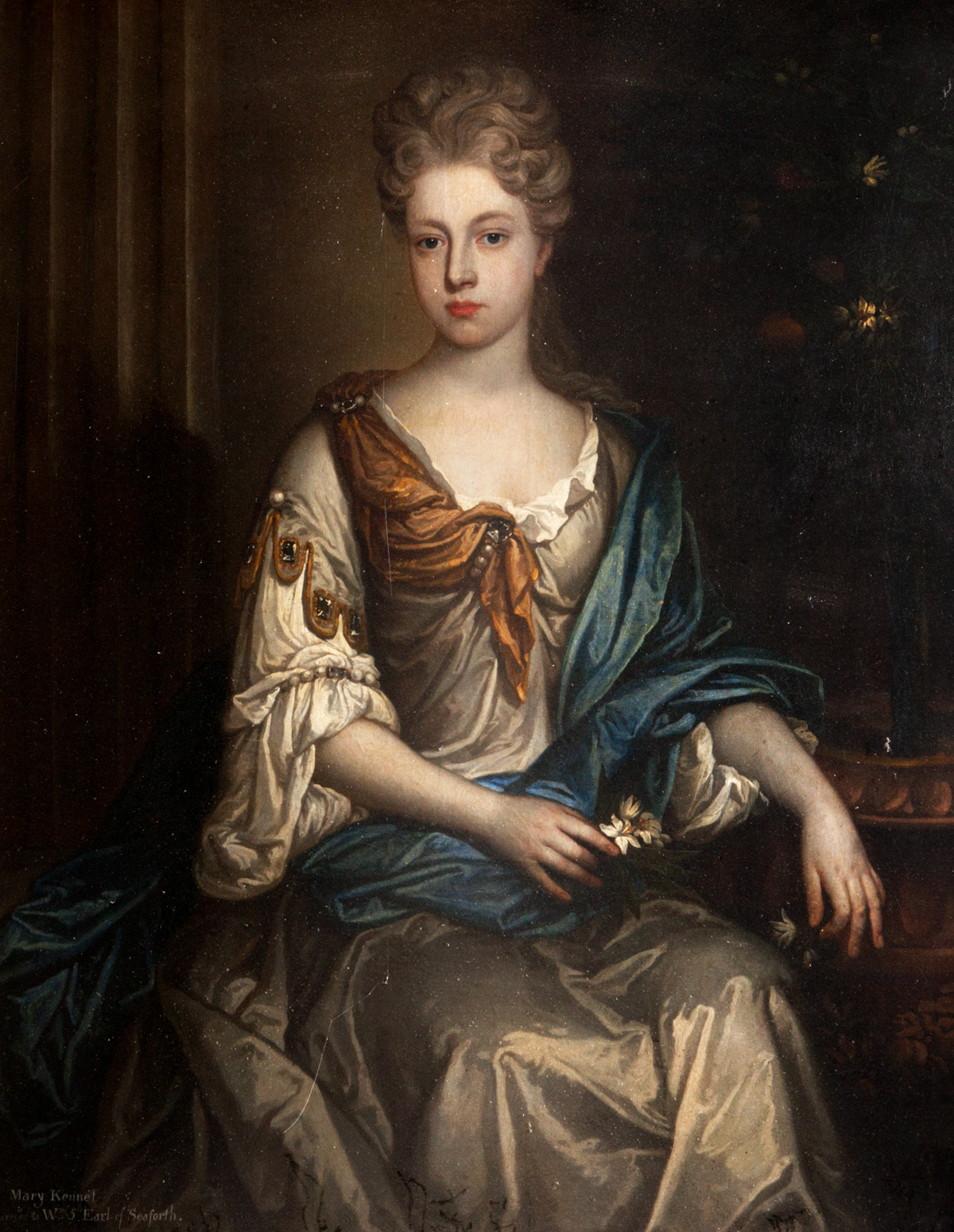
Мэри Кеннет, жена Уильяма Маккензи

22 апреля 1715 года граф Сифорт женился на Мэри Кеннет (ум. август 1739) в Келло, графство Дарем. Герцогиня Сифорт была дочерью и наследницей Николаса Кеннета из Коксхо, графство Дарем, и получила образование во Франции под руководством иезуитов. У супругов было четверо детей:
- Кеннет Маккензи, лорд Фортроуз (1717 — 19 октября 1761), старший сын, член Палаты общин Великобритании (1741—1761)
- Достопочтенный Рональд Маккензи, умер неженатым
- Достопочтенный Николас Маккензи, утонул в Дуэ
- Леди Фрэнсис Маккензи (? — 7 января 1796), жена с 1744 года достопочтенного Джона Гордона из Кенмура (? — 1769).